# Popovský jasan
Popovský jasan je památný strom v zaniklé vsi Popov nedaleko Jáchymova v okrese Karlovy Vary.

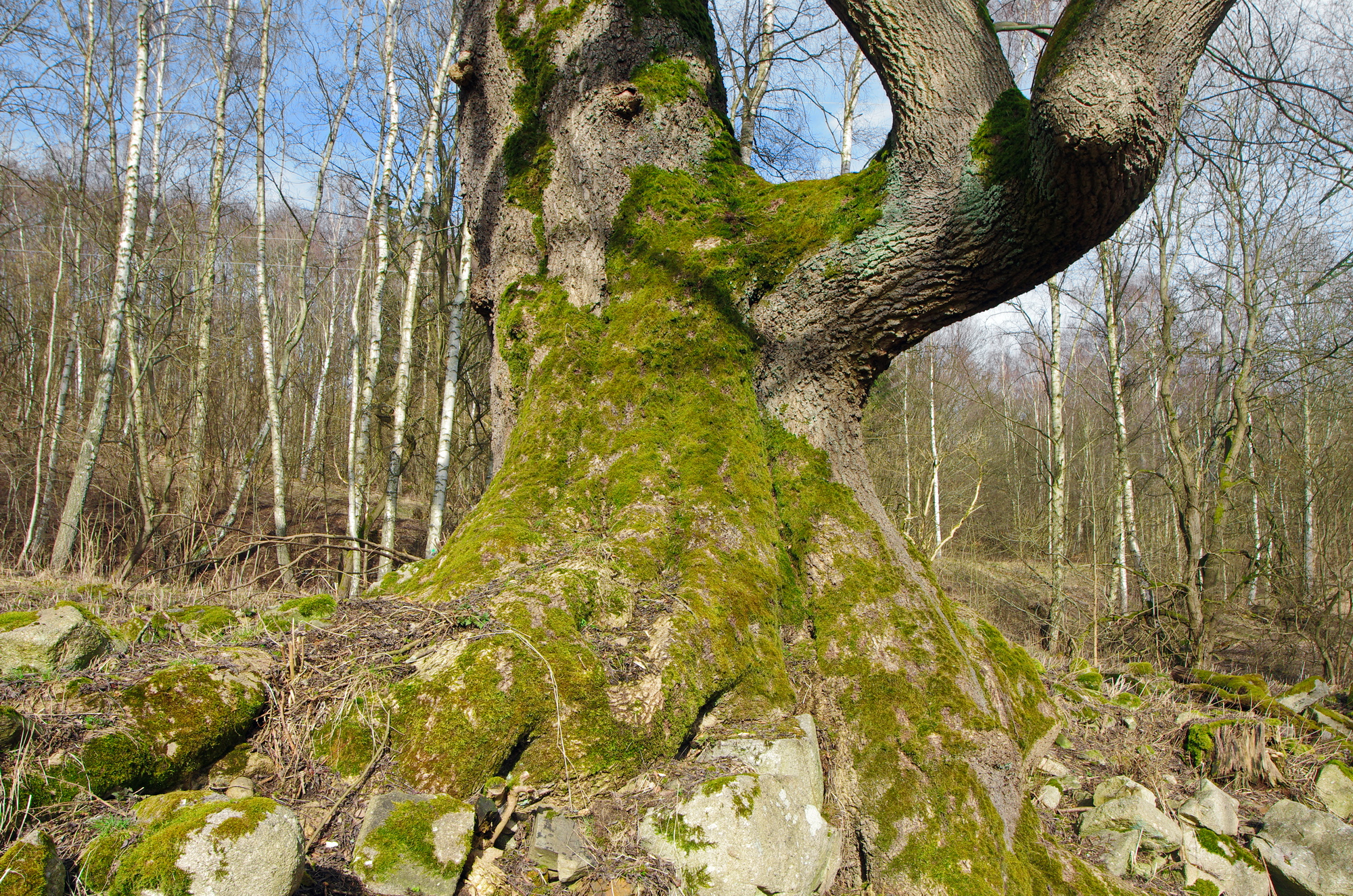
detail kmene - březen 2015

Jasan ztepilý (Fraxinus excelsior) roste severozápadně od popovského kříže, je starý přibližně 200 let, je zdravý a vitální.
Strom roste ze zbytků základů někdejšího domu, jeho kořeny přerůstají kamennou zídku. Měřený obvod kmene je 682 cm, dosahuje výšky 35 m a rozložitá koruna je široká okolo 24 m (měření 2004) – svými rozměry patří mezi největší jasany v ČR.
Na počátku 90. let 20. století byl pro současnost znovuobjeven karlovarským zubařem MUDr. Jaroslavem Frouzem. V roce 2002 zvítězil mezi 140 navrženými stromy v celostátní anketě Nadace Partnerství a stal se Stromem roku 2002. Hlasování se zúčastnilo víc než 1300 lidi.
Jasan je svědkem po zaniklé krušnohorské obci Popov, která zanikla po 2. světové válce po odsunu německého obyvatelstva. Strom je chráněn od roku 2003 pro svůj vzrůst, věk a estetickou hodnotu.

## Stromy v okolí
- Dolní Popovská lípa
- Horní Popovská lípa
- Popovská bříza